# Jacob Schiff
Jacob Henry Schiff (ursprungligen Jakob Heinrich Schiff), född 10 januari 1847 i Frankfurt am Main, död 25 september 1920 i New York, var en amerikansk bankir och affärsman. Han är känd för sitt engagemang på den världspolitiska arenan. Bland annat hjälpte han till med att finansiera den japanska sidan i rysk-japanska kriget.